# Марс, Жаклин
Жаклин Марс  (англ. Jacqueline Mars; род. 10 октября 1940) — американская предпринимательница, дочь Форреста Марса старшего и внучка Франклина Марса, основателя американской кондитерской компании  Mars, Incorporated. Стоимость её доли в компании составляет $11 миллиардов. Согласно мнению журнала Forbes, Жаклин – четвертая в рейтинге самых богатых женщин планеты. Кроме того, в начале 2010 года она оказалась на 52-м месте в рейтинге самых богатейших персон в мире и 19-й среди самых богатых людей США. Позднее эти позиции были ещё более улучшены.
Вместе со своими братьями, Джоном и Форрестом мл., Жаклин провела детство в имении родителей The Plains в Вирджинии. После окончания школы она поступила в Колледж Брин-Мар, где окончила бакалавриат, получив качественное образование в области искусства и науки.
В 1961 году Жаклин вышла замуж за Дэвида Баджера. У пары есть трое детей, но в 1984 году они разошлись. В 1986 году Жаклин вновь выходит замуж, уже за Хэнка Фогеля. И этот брак был недолговечен, в 90-е годы они разошлись.
С 1973 года Жаклин Марс входит в совет директоров компании Mars, Incorporated.